# Etimoni Timuani
Etimoni Timuani, detto Reme (Funafuti, 14 agosto 1991), è un velocista e calciatore tuvaluano, attaccante del Football Club Tofaga.
È stato l'unico atleta di Tuvalu ai Giochi olimpici di Rio de Janeiro 2016, partecipando alla gara dei 100 metri piani.

## Carriera

### Calcio

#### Club

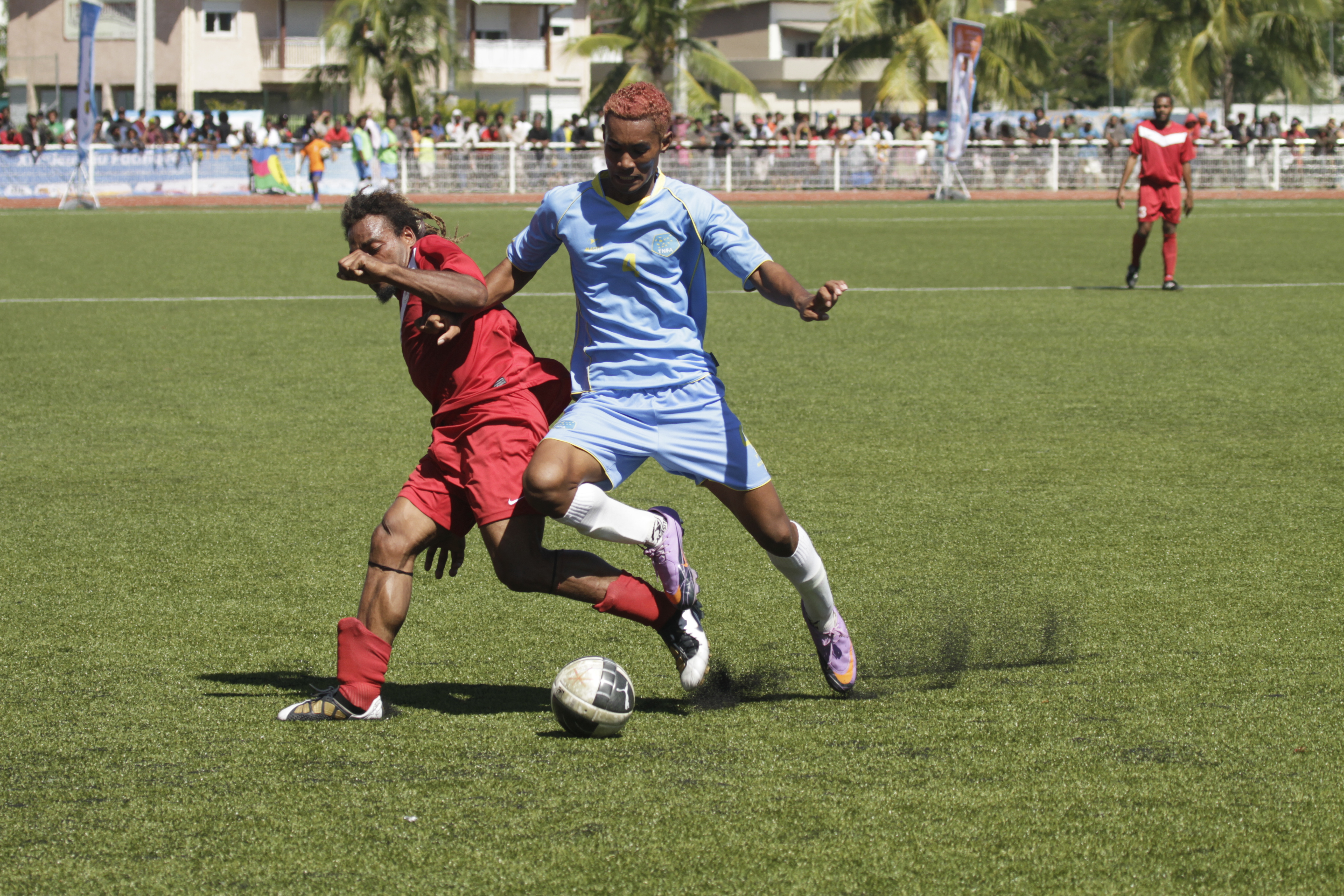
Timuani con la nazionale nel 2011.

Dal 2008 inizia a giocare con il Football Club Tofaga ma, non riuscendo a mettersi in mostra, viene ceduto al Lakena United dove attira l'attenzione del suo club precedente che lo riacquista: questa volta riesce a giocare bene anche in fase offensiva riuscendo a segnare 11 gol.

#### Nazionale

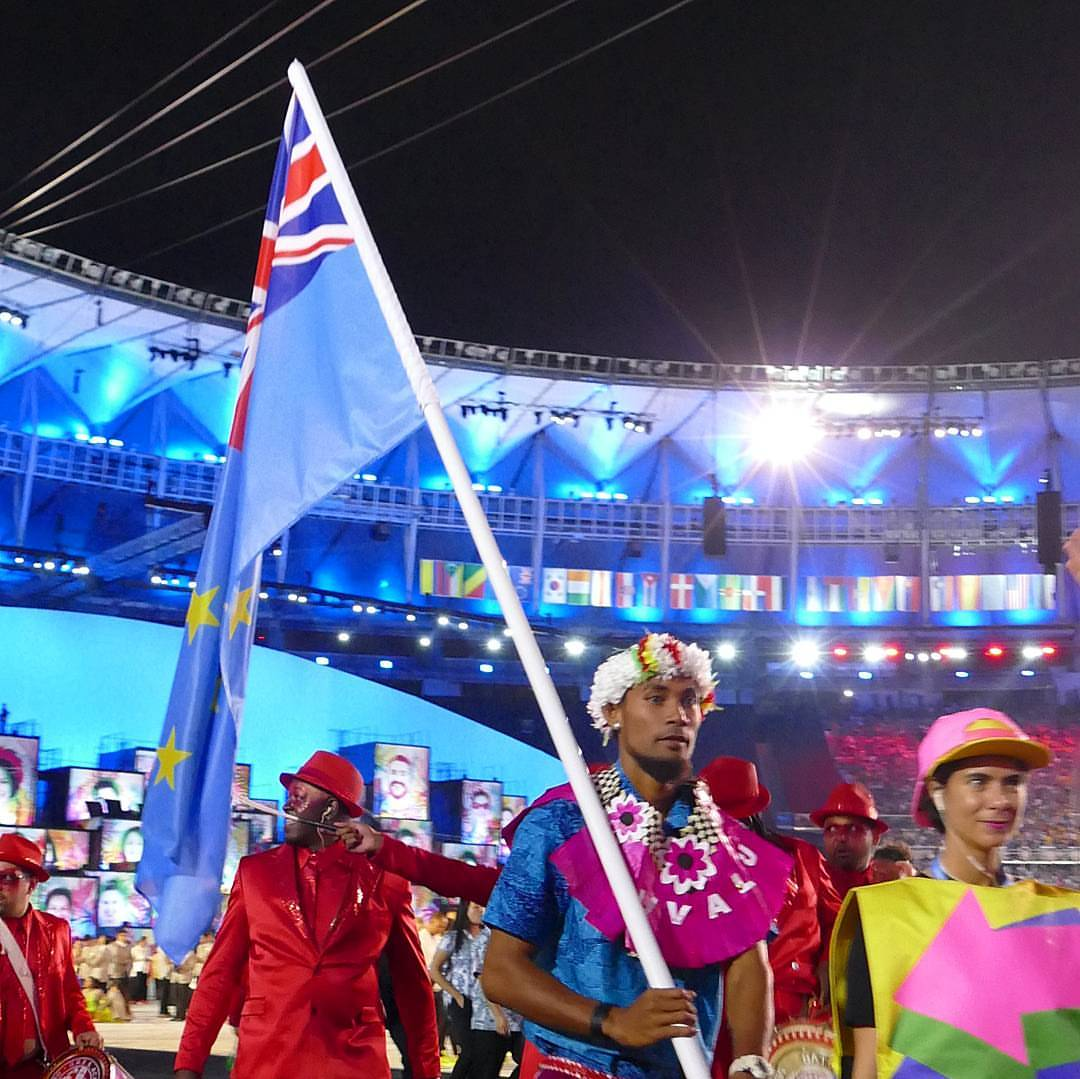
Timuani da portabandiera di Tuvalu alle Olimpiadi del 2016.

Reme Timuani esordì ai Giochi del Pacifico del 2011 nella partita vinta 3-0 contro la Nazionale di calcio delle Samoa.

### Atletica leggera
Nel 2015 ha rappresentato Tuvalu ai Giochi del Pacifico in Papua Nuova Guinea per la gara dei 100 metri, venendo però squalificato per falsa partenza. Ha poi partecipato ai Mondiali dello stesso anno, dove realizza nel turno preliminare un tempo di 11"72, arrivando 23º su 27 (tra cui uno squalificato).
Nel 2016 è l'unico rappresentante della sua nazione ai Giochi della XXXI Olimpiade, dove corre sempre i 100 metri; anche in questo caso viene eliminato ai preliminari, stavolta con un tempo di 11"81.

## Palmarès

### Calcio

#### Club

##### Competizioni nazionali
- Independence Cup: 2

Tofaga: 2010, 2012
- NBT Cup: 3

Tofaga: 2008, 2011, 2012
- Christmas Cup: 1

Tofaga: 2010

### Atletica leggera
| Anno | Manifestazione  | Sede           | Evento      | Risultato   | Prestazione | Note                          |
| ---- | --------------- | -------------- | ----------- | ----------- | ----------- | ----------------------------- |
| 2015 | Mondiali        | Pechino        | 100 m piani | Preliminare | 11"72       | Miglior prestazione personale |
| 2016 | Giochi olimpici | Rio de Janeiro | 100 m piani | Preliminare | 11"81       |                               |